# 西谷卯木
西谷 卯木（にしたに うぼく、1904年3月20日 - 1978年6月16日）は、日本の書家。本名西谷喜一、号は卯木。安東聖空に師事。日展評議員、毎日書道展審査委員、日本書芸院顧問、兵庫県書家協会会長、正筆会会長。

## 略歴
兵庫県神戸市出身。1920年安東聖空、近藤雪竹に師事。1931年文部省中等教員検定試験習字科合格。1935年神戸女学院に就職。1941年兵庫県立第一神戸高等女学校に就職。1945年3月17日の神戸大空襲で左腕を失う。1948年兵庫県立神戸高等学校教諭（校名変更）。1957年日展五科特選受賞。1959年日展五科特選受賞。1962年兵庫県立神戸高等学校を退職。1962年正筆会会長に就任。1963年日展菊華賞。1964年日展審査員に就任（以後4回）。1970年兵庫県文化賞。1970年三越本店において個展を開催。1973年日展内閣総理大臣賞。1978年京都朝日会館画廊において個展を開催、日展評議員、日本かな書道会事務局長、毎日書道展審査会員、日本書芸院相談役顧問、兵庫県書家協会顧問、朝日新聞社現代書道二十人展へ毎回出品、新潟大学講師、文部大臣賞。
1978年6月16日逝去。従五位勲四等瑞宝章。1979年西谷卯木遺作展を開催。